# William Fitzwilliam Owen
William Fitzwilliam Owen (Mánchester, 17 de septiembre de 1774 – Saint John, New Brunswick, 3 de noviembre de 1857) fue un oficial naval y explorador británico, conocido por su exploración de las costas de África, el descubrimiento del Canal Seaflower frente a la costa de Sumatra y por su estudio de los Grandes Lagos canadienses.

## Biografía

### Primeros años
Fue hijo ilegítimo del capitán William Owen y quedó huérfano a los cuatro años. En 1788, a la edad de 13 años, se embarcó como guardiamarina en el HMS Culloden, barco que comandaba un amigo de su padre, y desde entonces la Marina Real británica fue su vida.

### Carrera naval
Sirvió también en barcos en las Indias Orientales y fue nombrado teniente en 1797. En 1801 tomó el mando del buque de guerra HMS Nancy, participando bajo el mando de Nelson en su fallido ataque a Boulogne.
Después de la reanudación de la guerra con Francia en 1803, Owen recibió el mando del bergantín HMS Seaflower y sirvió bajo el mando del contralmirante Edward Pellew, comandante en jefe de las Indias Orientales.
Exploró las Islas Maldivas en 1806 y ese mismo año descubrió el Canal Seaflower, entre las islas de Siberut y Sipora, frente a la costa occidental de Sumatra.
Luchó contra los holandeses en las Indias Orientales, pero en septiembre de 1808 su barco fue capturado por los franceses, que retuvieron a Owen en Mauricio hasta 1810. 

### Exploraciones en Canadá
De 1815 a 1816, inspeccionó los Grandes Lagos del Alto Canadá y nombró una ensenada en el sur de la bahía Georgiana como Owen's Sound en honor a su hermano mayor, Edward William Campbell Rich Owen, también oficial naval.

### Exploraciones en África
Owen cartografió toda la costa oriental africana desde el Cabo de Buena Esperanza hasta el Cuerno de África entre 1821 y 1826,  en el balandro Leven. Estableció un protectorado unipersonal de Mombasa con el objetivo de interrumpir el tráfico de esclavos, pero tres años después se vio obligado a cerrarlo por órdenes de la Corona.
Cuando regresó en 1826 con 300 nuevas cartas marinas, más de la mitad de su tripulación original había muerto por enfermedades tropicales. Su estudio de la costa este de África se considera uno de los más importantes realizados por el Almirantazgo británico.
En 1827 tuvo a su cargo la fundación de una colonia en Fernando Po. 

### Estancia en Canadá
A mediados de la década de 1830, con pocas esperanzas de conseguir otro nombramiento naval, se mudó con su familia a Nuevo Brunswick. Obtuvo el título de propiedad de la isla Campobello, que había sido otorgada a su padre, y participó en otras inversiones en la región.
Desde 1841 sirvió como juez de paz y entre 1837 y 1842 fue miembro de la Asamblea Legislativa de Nuevo Brunswick. Fue nombrado en diciembre de 1843 miembro del Consejo Legislativo de Nuevo Brunswick, del que fue miembro activo hasta 1851. Fue elegido miembro asociado de la Academia Estadounidense de las Artes y las Ciencias en 1844.
Entre septiembre de 1842 y diciembre de 1847, realizó el estudio definitivo de la Bahía de Fundy para el Almirantazgo. De hecho, algunos mapas de la zona todavía se basan en sus estudios.
Owen fue ascendido a contralmirante en 1841 y a vicealmirante en 1854, falleciendo tres años después, siendo enterrado en el cementerio de la isla Campobello.

## Legado
Una especie de camaleón africano, Trioceros oweni, fue nombrada en su honor por el zoólogo británico John Edward Gray en 1831. 